# Agdistis adenensis
Agdistis adenensis is een vlinder uit de familie vedermotten (Pterophoridae). De wetenschappelijke naam van deze soort is voor het eerst geldig gepubliceerd in 1961 door Hans Georg Amsel.
De soort komt voor in het Afrotropisch gebied.